# 那須高原ビール
那須高原ビール株式会社（なすこうげんビール）は、栃木県那須郡那須町に所在する飲料メーカー。「那須高原ビール」のブランドで、地ビール（ビール）を醸造、販売している。

## 沿革
- 1996年：免許所得、レストラン営業開始
- 2001年：日本地ビール協会の品質安定保証マーク「UQアワード」を取得
- 2002年：宮内庁御用達「那須高原ビール愛」

## 地ビール受賞歴

### ワールドビアカップ
ワールド・ビア・カップで以下の賞を獲得している。
- 2000年：金賞「スタウト」
- 2002年：銀賞「スコティッシュエール」
- 2004年：銅賞「スコティッシュエール」
- 2006年：銀賞「スタウト」
- 2008年：銅賞「スコティッシュエール」

### インターナショナル・ビア・コンペティション
インターナショナル・ビア・コンペティションで以下の賞を獲得している。
- 1998年
  - 金賞「スコティッシュエール」
- 1999年
  - 金賞「イングリッシュエール」「スタウト」
  - 銀賞「ナイン・テイルド・フォックス 1998」
- 2000年
  - 金賞「ナイン・テイルド・フォックス」
  - 銀賞「ピルスナー」「スタウト」
  - 銅賞「いちごエール」「スコティッシュエール」
- 2001年
  - 金賞「ベルジャン・ホワイト」
  - 銀賞「ナイン・テイルド・フォックス」「スタウト」
  - 銅賞「イングリッシュエール」「ヴァイツェン」
- 2002年
  - 銅賞「スコティッシュエール」
- 2003年
  - 金賞「ナイン・テイルド・フォックス」「スタウト」
  - 銀賞「イングリッシュエール」
  - 銅賞「スコティッシュエール」
- 2004年
  - 金賞「ナイン・テイルド・フォックス」「スタウト」
- 2005年
  - 金賞「ナイン・テイルド・フォックス」「スタウト」
  - 銅賞「愛の花」
- 2006年
  - 銅賞「ナイン・テイルド・フォックス 2006」
- 2007年
  - 金賞「ナイン・テイルド・フォックス 2007」
- 2008年
  - 金賞「ナイン・テイルド・フォックス 2007」
  - 銀賞「スタウト」
- 2009年
  - 銀賞「スタウト」

### ジャパン・ビア・カップ
- 1998年
  - 銀賞「ボック」
- 1999年
  - 金賞「スコティッシュエール」
  - 銀賞「ボック」
  - 銅賞「ナイン・テイルド・フォックス」
- 2000年
  - 金賞「イングリッシュエール」
  - 銀賞「ナイン・テイルド・フォックス」
- 2002年
  - 銀賞「スコティッシュエール」「いちごエール」
  - 銅賞「ナイン・テイルド・フォックス」
- 2003年
  - 金賞「ナイン・テイルド・フォックス」
- 2004年
  - 金賞「深山ピルスナー」「ナイン・テイルド・フォックス」
  - 銅賞「イングリッシュエール」
- 2005年
  - 金賞「スコティッシュエール」
  - 銅賞「ナイン・テイルド・フォックス」
- 2006年
  - 金賞「ナイン・テイルド・フォックス 1998」
  - 銀賞「スコティッシュエール」
- 2007年
  - 銀賞「ナイン・テイルド・フォックス 1998」
- 2008年
  - 金賞「ナイン・テイルド・フォックス」
- 2009年
  - 金賞「ナイン・テイルド・フォックス 1999」
  - 銅賞「愛の花」

## 交通
- JR東日本東北本線黒磯駅から関東自動車バス那須湯本方面行きで10分、下松子下車、徒歩5分
- 東北自動車道那須ICおりてすぐ

## ビール
那須連山の雪解け水で仕込んだ無濾過のビール。主な製品は以下の通りである。
雪中熟成深山ピルスナー
淡色のラガービール
ヴァイツェン
小麦を使用したフルーティーなビール
イングリッシュエール
ホップの苦みとフルーティーな香りのイギリス伝統的な淡色ビール
スタウト
クリーミーな粟斗香ばしい苦みの黒いろビール
スコティッシュエール
芳醇な甘みと味、香りが特徴のスコットランド伝統の褐色ビール
ナイン・テイルド・フォックス
バーレーワイン

### 特徴
那須連峰の深山の雪解け水を使用し、各地のビアコンテンストで入賞している実力派ブルワリーで、併設のレストランでは地元の食材とのコラボレーションや、ビール酵母を使用した食事が楽しめる。
毎年様々な商品を開発している。